# Полудёновка
Полудёновка — деревня в составе Темпового сельского поселения Талдомского района Московской области. Население — 17 чел. (2010). До 2004 года была посёлком.
Расположена в 17 километрах к юго-западу от Талдома рядом с Темпами на трассе Р112 (Жестылево — Талдом — Полудёновка), конечным пунктом которой является. Также рядом находится пересечение Р112 с А104 (Москва — Дмитров — Дубна). За шоссе А104 находится канал им. Москвы, за каналом — Куликовское сельское поселение Дмитровского района.
Есть регулярное автобусное сообщение с Талдомом, Дубной, Дмитровым, Запрудней. В полутора километрах в Темпах есть одноименная платформа Савёловского направления МЖД.
С 2003 года до муниципальной реформы 2006 года входила в Темповый сельский округ.

## Население
| 2006 | 2010 |
| ---- | ---- |
| 12   | ↗17  |